# Integracyjna teoria społeczeństwa
Integracyjna teoria społeczeństwa w socjologii jest jedną z zasadniczych teorii społecznych, ujmującej strukturę społeczną jako zintegrowany system utrzymywany w równowadze i harmonii przez ustalone i powtarzające się procesy. Podstawowe elementy teorii:
1. Każde społeczeństwo jest względnie trwałą i stabilną strukturą elementów ((stabilność))
2. Każde społeczeństwo jest zintegrowaną strukturą elementów (integracja)
3. Każdy element społeczeństwa jest funkcjonalny, zapewniając utrzymanie społeczeństwa jako sprawnie funkcjonującego systemu (koordynacja funkcjonalna)
4. Każda struktura społeczna opiera się na uznawaniu przez ich członków wspólnych wartości (consensus).

Przeciwieństwem teorii integracyjnej jest teoria konfliktu.